# Alcocer
Alcocer és un municipi de la província de Guadalajara, a la comunitat autònoma de Castella-La Manxa.